# Converge
Converge, amerykański zespół z Salem w stanie Massachusetts, pionierzy łączenia muzyki hardcore z ekstremalnym metalem.

## Opis
Twórczość Converge jest niezwykle ciężka do scharakteryzowania. Powołując się na inspirację takimi zespołami jak Starkweather, Rorschach, Born Against, Godflesh, The Accused czy Entombed tworzą muzykę ekstremalnie ciężką i szybką, pełną dysonansów i łamania rytmu. Charakterystyczny krzyk wokalisty Jacoba Bannona, w połączeniu z chropowatymi, agresywnymi riffami Kurta Ballou i bardzo rozbudowanymi partiami perkusji daje razem niepowtarzalną ścianę dźwięku. 
Sami muzycy określają swój styl, jako po prostu „agresywną muzykę”. Converge można uznać za ojców wielu współczesnych zespołów grających chaotyczny hardcore.

## Historia
Converge powstało zimą 1990 roku. Na początku grali jedynie covery piosenek hardcore/punk. Rok później zaczęli już grać koncerty oraz zarejestrowali swoje pierwsze demo. 
Od premiery albumu Jane Doe (Equal Vision Records, 2001), Converge staje się coraz bardziej popularne, także poza środowiskiem hardcore/punk. Owocuje to zmianą barw wytwórni - z niezależnego Equal Vision Records na jedną z największych wytwórni punk - Epitaph Records.

## Muzycy
Aktualny skład
- Jacob Bannon – wokal, teksty, strona wizualna
- Kurt Ballou – gitara, wokal, produkcja
- Nate Newton – gitara basowa, wokal
- Ben Koller – instrumenty perkusyjne

Byli członkowie
- Aaron Dalbec – gitara (1994-2001)
- Jon DiGiorgio – perkusja (1999)
- Damon Bellorado – perkusja (1991-1999)
- Stephen Brodsky – gitara basowa (1997-1998)
- Jeff Feinburg – gitara, gitara basowa (1991-1997)
- Erik Ralston – gitara basowa (1993)

## Dyskografia

### Dema
- Gravel (Demo, DIY, 1991)
- Self-titled (FAR/Exchange Records, 1991)
- Where Have All the Flowers Gone (DIY, 1992)
- Dog Days (Demo, DIY, 1993)

### Albumy
- Caring and Killing (Lost & Found Records, 1994)
- Halo in a Haystack, (Earthmaker/Stolnacke, 1994)
- Petitioning the Empty Sky (Equal Vision Records, 1997)
- When Forever Comes Crashing (Equal Vision Records, 1998)
- Jane Doe (Equal Vision Records, 2001)
- You Fail Me (Epitaph Records, 2004)
- No Heroes (Epitaph Records, 2006)
- Axe to Fall (Epitaph Records, 20 października 2009)[1]
- „All We Love We Leave Behind” (2012)
- The Dusk In Us (2017)

### Splity
- Among the Dead We Pray for Light Split 7” Coalesce (Edison Recordings/Life Records, 1997)
- The Poacher Diaries Split z Agoraphobic Nosebleed (Relapse Records, 1999)
- Deeper the Wound (split z Hellchild) (Deathwish Inc., 2001)
- In These Black Days: Volume 2 (Black Sabbath tribute)
- Split 7” z Brutal Truth (Hydra Head Records, 1997)

### DVD
- The Long Road Home (Deathwish Inc., 2003)

## Nagrody i wyróżnienia
| Rok  | Kategoria             | Nagroda                     | Uwagi     |
| ---- | --------------------- | --------------------------- | --------- |
| 2010 | Best Underground Band | Revolver Golden Gods Awards | Nominacja |